# Ethnographisch-Archäologische Zeitschrift
Die Ethnographisch-Archaeologische Zeitschrift (EAZ) ist eine der ältesten interdisziplinären Zeitschriften, die sich mit der Erforschung menschlicher Lebenswelten von der Vorgeschichte bis zur Gegenwart befasst. Die Zeitschrift vertieft das Verständnis vergangener menschlicher Lebenswelten, indem sie eine Brücke zwischen Archäologie, Anthropologie, Ethnographie und Philosophie schlägt und dabei kritische Themen wie soziale Ungleichheit, Klimawandel und indigene Souveränität aufgreift. Die EAZ wurde 1960 als Nachfolger der Publikationsreihe Ethnographisch-Archäologische Forschungen gegründet, die von 1953 bis 1959 erschienen ist. Die EAZ erschien 1960 zunächst an der Humboldt-Universität Berlin, zog dann 2010 nach Leipzig um und wird seit 2023 in Kiel herausgegeben. Die Zeitschrift wird fortlaufend online veröffentlicht und jährlich auf Anfrage gedruckt.

## Zielsetzung und Umfang
Obwohl die inhaltliche Schwerpunktsetzung der Zeitschrift im Laufe ihrer langen Geschichte variiert hat, war die EAZ, wie ihr Name schon sagt, immer interdisziplinär ausgerichtet. In der ersten Ausgabe erklärte der Herausgeber, K.-H. Otto:

„Herausgeber und Redaktion werden bestrebt sein, darüber, hinaus der Behandlung aller sonstigen wichtigen Probleme der Ethnographie und Archäologie sowie deren Nachbarwissenschaften Platz zu geben und dabei die Methodologie des Zusammenwirkens aller beteiligten Disziplinen zu fördern. Den Beziehungen der aus diesen Forschungen gewonnenen Erkenntnisse zur gesellschaftlichen Praxis wird dabei die gebührende Aufmerksamkeit zu widmen sein.“

Die Wiederauflage der EAZ in Kiel seit 2023 bringt neue Aspekte ein, indem sie sich unter anderem an postkolonialen und posthumanistischen Perspektiven orientiert. Dieser Wandel soll eine kritische Auseinandersetzung mit in der heutigen Zeit fortbestehenden kolonialen Strukturen, die Erkundung der verwobenen Beziehungen zwischen Menschen und nicht-menschlichen Wesen, sowie Multivokalität durch Wiedergabe verschiedener Stimmen und interdisziplinärer Dialoge fördern. Als Forum für integrierte transdisziplinäre Ansätze zur Erforschung des Menschen und seiner Welt in dynamischen, soziokulturellen und ökologischen Kontexten hat die EAZ eine dezidiert, langfristige und globale Ausrichtung. Sie widmet sich der Forschung und wissenschaftlichen Kommunikation an der Schnittstelle von Ur- und Frühgeschichte, historischer und zeitgenössischer Archäologie, Ethnographie, Sozial- und Kulturanthropologie und philosophischer Reflexion, wobei der Schwerpunkt auf sozialen, ökologischen und kulturellen Zusammenhängen liegt. Die EAZ will zwischen diesen Disziplinen Brücken schlagen und durch die Überwindung ihrer methodischen und erkenntnistheoretischen Grenzen ein tieferes Verständnis der möglichen Realitäten und der Komplexität vergangener menschlicher Lebensweisen sowohl in antiken als auch in jüngeren Kontexten erreichen.
Durch eine kulturübergreifende und vergleichende Perspektive sollen kulturelle Ähnlichkeiten und Entsprechungen berücksichtigt werden. Die kritische Reflexion dieser Ansätze beinhaltet Forschungsfelder wie Multi-Spezies-Ansätze, Überwindung von wissenschaftlichem Kolonialismus und Ethnozentrismus, Multivokalität im Studiendesign und in der Dateninterpretation, Fragen des kulturellen Erbes, gemeinschaftsbasierte Ansätze und ethische Fragen bezüglich der Integration von indigenem Wissen, ethnographischer Arbeit und Archäologie.
Die Zeitschrift ermöglicht zeitgenössische, vielstimmige und symmetrische transdisziplinäre Reflexionen, die relevante theoretische, methodologische und historische Beiträge leisten sollen. Die EAZ will durch einen offenen Umgang mit ontologischen Möglichkeiten und variablen Lebenswelten und -wegen auch ein Forum für aktuelle, soziale und politische Diskurse bieten und somit als wissenschaftliche Zeitschrift zum progressiven, gesellschaftlichen Wandel beitragen. Gleichzeitig werden dadurch marginalisierte (indigene) kulturelle Traditionen in ihrer Resilienz gestärkt und befähigt die Zukunft mitzugestalten.

## Geschichte

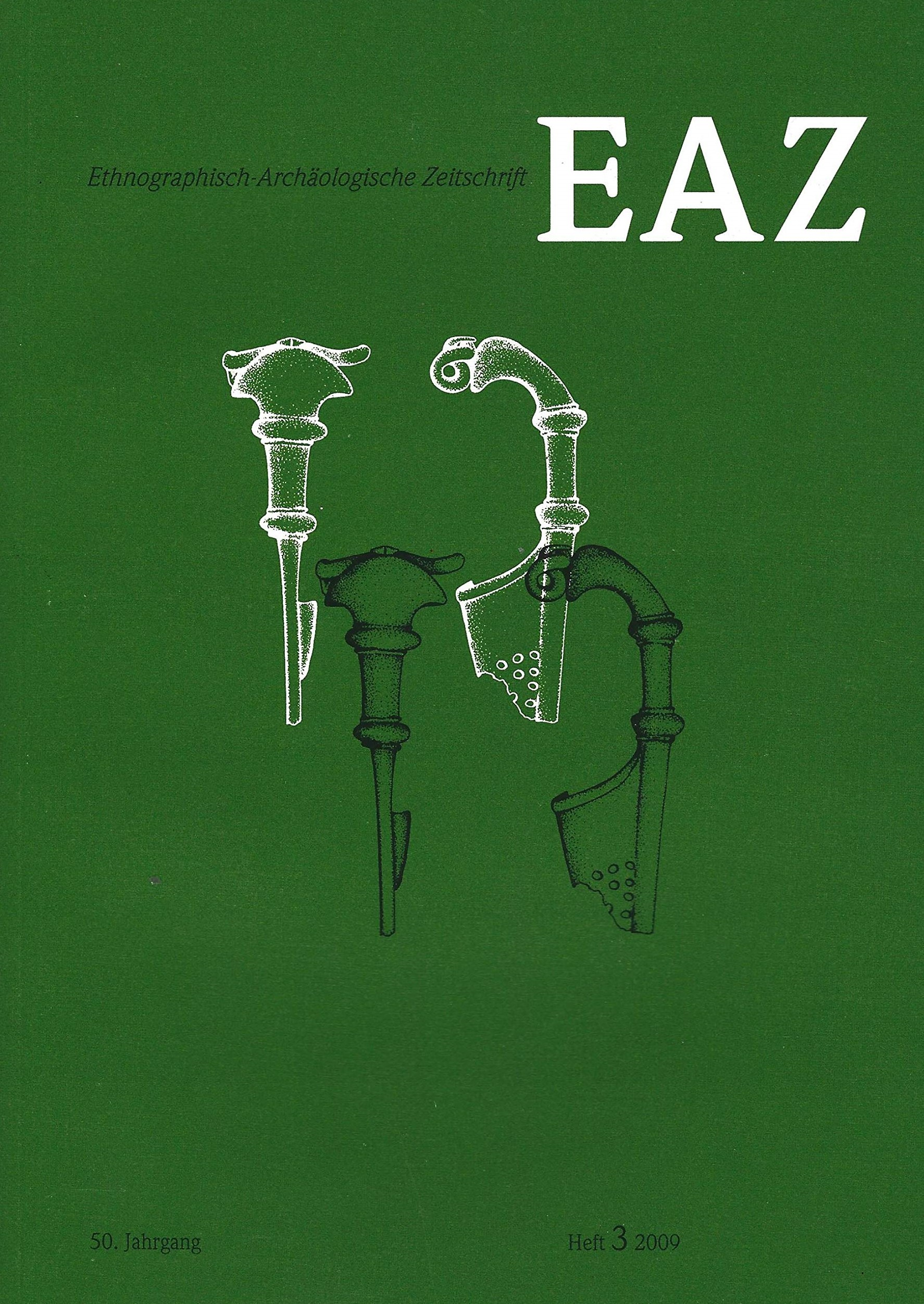
EAZ-Cover von Band 50, 3 (2009)

Die Zeitschrift war zunächst am Institut für Ur- und Frühgeschichte und am Institut für Völkerkunde und deutsche Volkskunde der Humboldt-Universität zu Berlin angesiedelt und wurde vom VEB Deutscher Verlag der Wissenschaften herausgegeben. Bis 1967 erschien die Zeitschrift zweimal pro Jahr, dann wurde die Auflage auf drei Ausgaben pro Jahr erhöht, 1979 schließlich auf vier Ausgaben pro Jahr.
Mit der Schließung des Lehrstuhls für Ur- und Frühgeschichte an der Humboldt-Universität im Jahr 2010 war das vierte Heft des 50. Jahrgangs der letzte in Berlin erschienene EAZ-Band. Die Zeitschrift wurde vom Institut für Ur- und Frühgeschichte der Universität Leipzig weitergeführt und erschien fortan im Waxmann Verlag.
Neben ihrer Interdisziplinarität zeichnete sich die EAZ im Laufe dieser Jahre im In- und Ausland auch durch andere Faktoren aus. Das weit gefächerte Spektrum der Zeitschrift und die breite Abdeckung der Fachbereiche Archäologie, Anthropologie, Ethnographie und Philosophie machten sie zu einer wertvollen Quelle für Forschende, die vielfältige und ausführliche Inhalte in einer einzigen Publikation vorfanden. Darüber hinaus veröffentlichte die EAZ durchweg qualitativ hochwertige Forschungsartikel mit innovativen praktischen und theoretischen Ansätzen, einschließlich Sonderausgaben, die sich mit methodischen Weiterentwicklungen befassten. Sie diente als lebendiges Forum des akademischen Austausches, förderte den Dialog und die Zusammenarbeit zwischen Wissenschaftlern in benachbarten Fachbereichen und beteiligte sich aktiv an Kooperationsinitiativen mit internationalen Organisationen und Institutionen. Die selbstgestellte Maßgabe der Zeitschrift, Beiträge von prominenten Forschern und Wissenschaftlern aus verschiedenen Ländern und mit unterschiedlichem kulturellem Hintergrund zu veröffentlichen, förderte die Vielfalt der Perspektiven und bereicherte das Verständnis der diskutierten Themen.
Darüber hinaus spiegelte die Zeitschrift die politischen und ideologischen Veränderungen in der zweiten Hälfte des 20. Jahrhunderts wider und repräsentierte damit wie kaum andere Medien die sich wandelnde Forschungslandschaft in Archäologie und ihren Nachbardisziplinen in Deutschland. Nach Erscheinen des 56. Bandes im Jahr 2017 wurde die Zeitschrift eingestellt.

### Fortführung in Kiel ab 2023

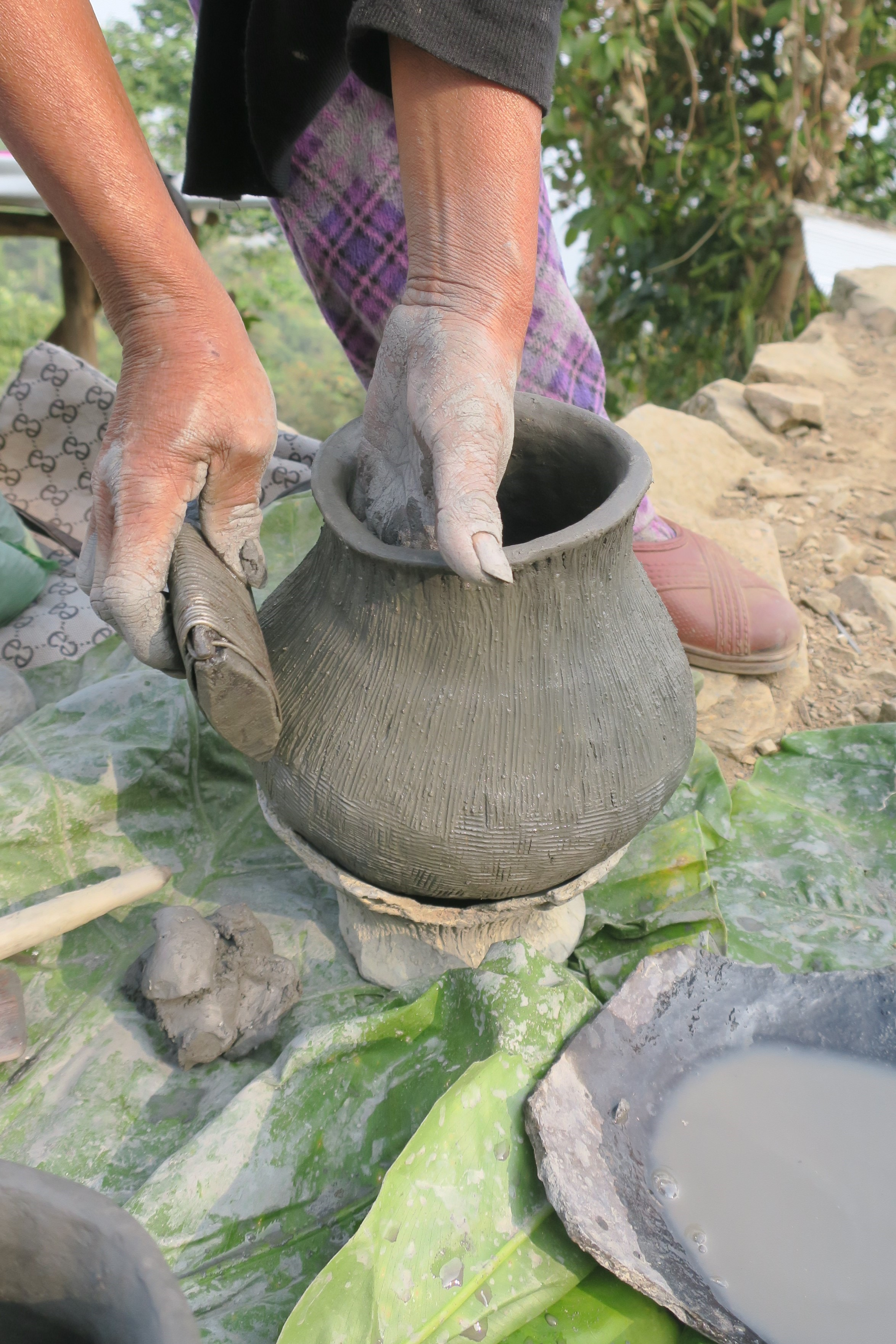
Die Herstellung traditioneller Töpferwaren durch die Phom von Nagaland, Nordostindien. Erschienen in EAZ 57, 2023. Foto: D. Vasa.

Nach einer fünfjährigen Pause wird die EAZ im Jahr 2023 mit einem neuen Redaktionsteam an der Christian-Albrechts-Universität zu Kiel in Kooperation mit dem Exzellenzcluster ROOTS und dem Institut für Ur- und Frühgeschichte neu aufgelegt. Die Entscheidung, die EAZ in Kiel neu aufzulegen, war durch mehrere Faktoren beeinflusst. Zum einen bildeten die lange Geschichte und die außerordentliche Stellung der Zeitschrift in der Wissenschaftslandschaft in Europa eine solide Grundlage für ihre Wiederbelebung. Ihre einmalige interdisziplinäre Ausrichtung machte sie von Anfang an zu einer wegweisenden Plattform für wissenschaftlichen Austausch.
Darüber hinaus bot die Verbindung der Zeitschrift mit der einzigartigen ethnoarchäologischen Professur an der Universität Kiel die Möglichkeit, diese Expertise zu nutzen und zum akademischen Diskurs beizutragen. Auch bestand der Wunsch, die anglophone Dominanz im wissenschaftlichen Schreiben und Denken anzusprechen. Durch die aktive Förderung von anderen Stimmen, insbesondere solchen, die in akademischen Räumen oft unterrepräsentiert oder marginalisiert sind, bietet die Wiederauflage die Chance ein Gegengewicht zu schaffen. Diese Inklusivität soll die Zeitschrift für ein breiteres Spektrum von Perspektiven öffnen und ein gerechteres wissenschaftliches Umfeld schaffen.
Besonderheiten der neu aufgelegten EAZ:
- Ziele und Umfang: Ziel der EAZ ist es, kritische und selbstreflexive Perspektiven auf globale Herausforderungen zu bieten, die Archäologie, soziokulturelle Anthropologie, Ethnographie und Philosophie miteinander verbinden. Sie fördert integrierte und transdisziplinäre Ansätze, stellt etablierte Forschungskonventionen in Frage und erkundet alternative erkenntnistheoretische Rahmen.
- Format und Rubriken: Die Zeitschrift gliedert sich in reguläre Forschungsbeiträge, einer offenen Sektion für experimentelle Formate und Diskussionen sowie Buchbesprechungen/Tagungsberichte. Zudem besteht die Möglichkeit für die Veröffentlichung von Beiträgen aus einschlägigen Workshops und Konferenzen.
- Sprache und Veröffentlichung: Die EAZ wird zunächst online als kostenlose Open-Access-Zeitschrift veröffentlicht. Sie bietet auch eine jährlich erscheinende gedruckte Version, die auf Anfrage erhältlich ist. Den Autoren steht es frei, in der von ihnen bevorzugten Sprache zu veröffentlichen, obwohl eine zusätzliche Übersetzung ins Englische für eine breitere wissenschaftliche Kommunikation empfohlen wird.
- Redaktioneller Arbeitsablauf: Die Zeitschrift nutzt Open Journal Systems (OJS) und Fidus Writer (FW) als Open-Source-Softwarelösungen für ihren redaktionellen Workflow. OJS erleichtert die Kommunikation zwischen Redakteuren, Autoren und Gutachtern, während FW eine Schreib- und Kommentierungsumgebung bietet. Die Qualität wird durch ein externes Peer-Review-Verfahren sichergestellt.

## Redakteure
Die Zeitschrift hatte im Laufe der Jahre eine Reihe von Herausgebern. Seit 2023 besteht der Lenkungsausschuss der Zeitschrift aus einer Gruppe von sechs Chefredakteuren, die sich aus der Kieler Kerngruppe und angesehenen internationalen Wissenschaftlern aus relevanten Bereichen zusammensetzen, die die Beiträge auswählen und die Qualität durch ein externes Peer-Review-Verfahren sicherstellen.
| Jahre     | Redakteur/in                                                                          | Zugehörigkeit |
| --------- | ------------------------------------------------------------------------------------- | --- |
| 1960–1969 | Karl-Heinz Otto                                                                       | Institut für Ur- und Frühgeschichte und dem Institut für Völkerkunde und deutsche Volkskunde der Humboldt-Universität zu Berlin, Deutschland |
| 1970–1991 | Heinz Grünert                                                                         | Institut für Ur- und Frühgeschichte und Institut für Völkerkunde und deutsche Volkskunde der Humboldt-Universität zu Berlin, Deutschland     |
| 1992–1994 | Ruth Struwe                                                                           | Institut für Ur- und Frühgeschichte und Institut für Völkerkunde und deutsche Volkskunde der Humboldt-Universität zu Berlin, Deutschland     |
| 1996–2009 | Ruth Struwe                                                                           | Institut für Ur- und Frühgeschichte und Institut für Völkerkunde und deutsche Volkskunde der Humboldt-Universität zu Berlin, Deutschland     |
| 1996–2009 | Johan Callmer                                                                         | Institut für Ur- und Frühgeschichte und Institut für Völkerkunde und deutsche Volkskunde der Humboldt-Universität zu Berlin, Deutschland     |
| 2011–2018 | Ulrich Veit in Zusammenarbeit mit der Arbeitsgemeinschaft Theorien in der Archäologie | Universität Leipzig, Deutschland |
| Seit 2023 | Henny Piezonka                                                                        | Freie Universität Berlin, Deutschland |
| Seit 2023 | Bill Angelbeck                                                                        | Douglas College, Kanada |
| Seit 2023 | Jerimy Cunningham                                                                     | Universität von Lethbridge, Kanada |
| Seit 2023 | Martin Furholt                                                                        | Universität Kiel, Deutschland |
| Seit 2023 | Jens Schneeweiß                                                                       | Universität Kiel, Deutschland |
| Seit 2023 | Maria Wunderlich                                                                      | Universität Kiel, Deutschland |

Ein internationaler wissenschaftlicher Beirat von Mitherausgebern aus der ganzen Welt und aus verschiedenen relevanten Fachgebieten ist an der Akquisition von Beiträgen für die EAZ und an der Auswahl geeigneter Gutachter beteiligt.
| Mitherausgeber    | Zugehörigkeit                                                         |
| ----------------- | --------------------------------------------------------------------- |
| Engdawork Assefa  | Universität Addis Abeba, Äthiopien                                    |
| Reinhard Bernbeck | Freie Universität Berlin, Deutschland                                 |
| Charlotte Damm    | Universität Tromsö, Norwegen                                          |
| Alexander Gramsch | Deutsches Archäologisches Institut, Deutschland                       |
| Hans Peter Hahn   | Universität Frankfurt, Deutschland                                    |
| Andrej Golownew   | Peter der Große Museum für Anthropologie und Ethnographie, Russland   |
| Colin Grier       | Washington State University, Vereinigte Staaten von Amerika           |
| Tiatoshi Jamir    | Nagaland Universität, Indien                                          |
| Peter Jordan      | Universität Lund, Schweden                                            |
| Francesca Lugli   | Italienische Gesellschaft für Ethnoarchäologie, Italien               |
| Johannes Müller   | Christian-Albrechts-Universität zu Kiel (CAU), Deutschland            |
| Susan Pollock     | Freie Universität Berlin, Deutschland                                 |
| Martin Porr       | Universität von Westaustralien, Australien                            |
| Stefanie Samida   | Ruprecht-Karls-Universität, Deutschland / Universität Zürich, Schweiz |
| Tracy Teslow      | Universität von Cincinnati, Vereinigte Staaten von Amerika            |
| Ditamulü Vasa     | Nagaland Universität, Indien                                          |

## Inhalte

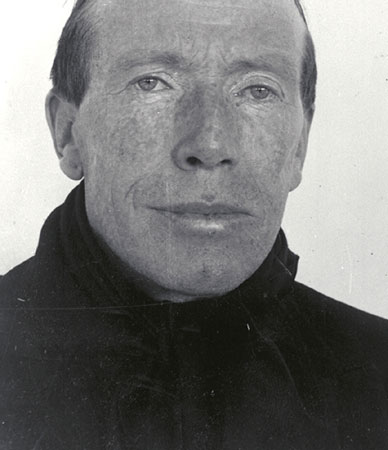
James Teit, einer der lokalen Kooperationspartner von Franz Boas. Bill Angelbeck untersucht, inwiefern die aus Boas’ Zusammenarbeit gezogenen Lehren als Leitfaden für heutige Wissenschaftler und Wissenschaftlerinnen dienen können, die ethische und für beide Seiten vorteilhafte Partnerschaften mit indigenen Gemeinschaften eingehen wollen. Veröffentlicht in EAZ 57, 1, 2023.

Ursprünglich veröffentlichte die EAZ Artikel, Diskussionsbeiträge (insbesondere zu theoretischen Fragestellungen), Autorenzusammenfassungen von Dissertationen, Kurzberichte zu ethnographischen Feldforschungen oder archäologischen Ausgrabungen, Tagungsberichte zu interdisziplinären Kongressen sowie Rezensionen und Anmerkungen einschlägiger Literatur.
Seit der Wiederauflage in Kiel gliedert sich die Zeitschrift in drei Hauptbereiche:
1. Regelmäßige Forschungsarbeiten (mit externer Begutachtung)
2. Offene Sektion zum Beispiel für experimentelle & kreative Formate, Diskussionsbeiträge, Kommentare (nicht begutachtet, sondern von Chefredakteuren bewertet)
3. Buchbesprechungen und Tagungsberichte

Die EAZ ist auch offen für die Veröffentlichung von Beiträgen aus thematisch relevanten Workshops und Konferenzen.
Die Zeitschrift erscheint zunächst online in einer kostenfreien Open-Access-Version (Diamond Open Access). Eine Papierversion wird einmal im Jahr gedruckt und kann auf Anfrage erworben werden.

### Sprache
In Übereinstimmung mit der Philosophie der Zeitschrift, vielstimmige Verständnisse von Vergangenheit und Gegenwart zu berücksichtigen, steht es den Autoren frei, in jeder Sprache ihrer Wahl zu publizieren, in der sie der Meinung sind, dass ihre Ideen und Erkenntnisse am besten in Textform ausgedrückt werden können. Dies spiegelt sich auch im Zeitschriftentitel wider, der neben dem historischen deutschen Titel in jedem Heft durch Übersetzungen des Titels in verschiedene Sprachen ergänzt wird. Gleichzeitig wird die wachsende Rolle des Englischen als Lingua franca in der weltweiten wissenschaftlichen Kommunikation anerkannt, weshalb eine englische Version aller nicht-englischsprachigen Texte, die zusätzlich zur Originalversion veröffentlicht wird, gefördert wird. Unter Berücksichtigung der rasanten Entwicklung der maschinellen Übersetzungstechnologie könnte in Zukunft auch eine automatische Übersetzung der Beiträge möglich sein.

### Artikel (Auswahl)
- Helga Brandt: Frauen- und feministische Forschung in der Ur- und Frühgeschichte: ein Beitrag zur archäologischen Theoriediskussion. In: EAZ – Ethnographisch-Archäologische Zeitschrift. Band 37, 1996, S. 59–85.
- Stefan Burmeister: Zum sozialen Gebrauch von Tracht: Aussagemöglichkeiten hinsichtlich des Nachweises von Migrationen. In: EAZ – Ethnographisch-Archäologische Zeitschrift. Band 38, 1997, S. 177–203.
- Manfred K. H. Eggert: Vergangenheit in der Gegenwart? Überlegungen zum interpretatorischen Potential der Ethnoarchäologie. In: EAZ – Ethnographisch-Archäologische Zeitschrift. Band 34, 1993, S. 144–150.
- Günther Guhr, Karl-Heinz Otto, Heinz Grünert: Das Studium der Ur- und Frühgeschichte im Rahmen der Sozialwissenschaften. In: EAZ – Ethnographisch-Archäologische Zeitschrift. Band 3, Nr. 1, 1962, S. 13–58, doi:10.54799/YIEN5163.
- Beat Schweizer: Theoretische Archäologie und historische Erzählung: Zu „Hochkultur“ und „Barbaricum“ am Beispiel der 'Fürstensitze' der späten Hallstattzeit. In: EAZ – Ethnographisch-Archäologische Zeitschrift. Band 53, Nr. 1/2, 2012, S. 50–85, doi:10.54799/YRCU2042.
- Philipp Wolfgang Stockhammer: Von der Postmoderne zum Practice Turn: Für ein neues Verständnis des Mensch-ding-Verhältnisses in der Archäologie. In: EAZ – Ethnographisch-Archäologische Zeitschrift. Band 52, Nr. 2, 2011, S. 188–214, doi:10.54799/CWPN7574.
- Ulrich Veit: EAZ-Debatte – Die Zukunft der Theorie in der Archäologie – Positionsbestimmungen 2017. In: EAZ – Ethnographisch-Archäologische Zeitschrift. Band 56, Nr. 1/2, 2015, S. 13–15 doi:10.54799/PEGG4053.